# Kartonproductie

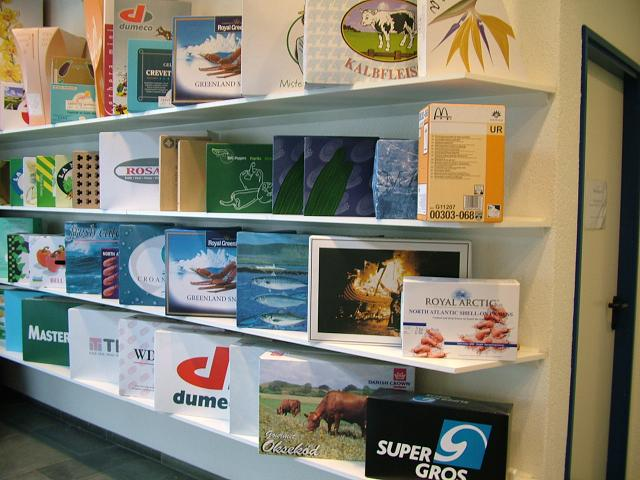
Massiefkartonnen dozen

Kartonproductie vindt plaats in een kartonfabriek. Hier wordt vouwkarton en massiefkarton gemaakt. In Nederland stonden in 2008 zes massiefkartonfabrieken en één vouwkartonfabriek.
Een kartonfabriek bestaat uit twee gedeelten, de stofbereiding en de kartonmachine.
In de stofbereiding wordt oudpapier vervezeld door er water en energie aan toe te voegen waardoor papierpulp, ook wel "stof" genoemd, ontstaat. Omdat oudpapier veel verontreinigingen bevat, vindt daar ook de reiniging plaats. 
Na reiniging is de papierpulp gereed om op een kartonmachine tot karton verwerkt te worden.
Karton bestaat uit meerdere lagen. Voor elke laag is een zeef nodig.
Er zijn langszeefmachines, rondzeefmachines en een combinatie daarvan. 

## Stofbereiding

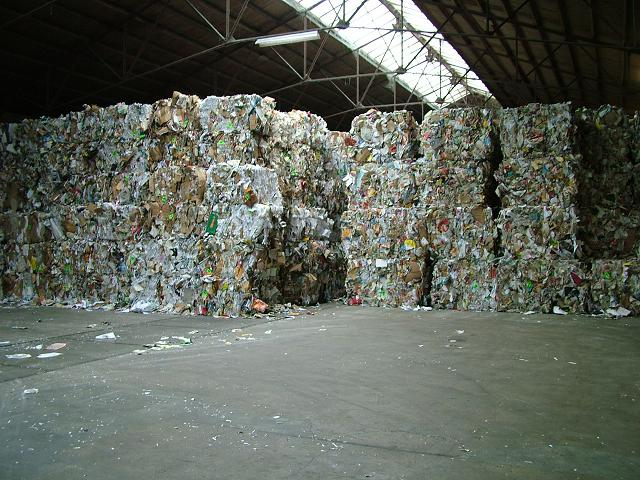
Voorraad oud papier

In de stofbereiding van een kartonfabriek vindt men:
- Voorraad oudpapier;
- Eén of meerdere pulpers;
- Reinigings- of sorteerapparatuur zoals,
  - secundairpulper
  - zeeftrommel
  - dikstofreinigers
  - fibersorter
  - rejectsorter
  - verticaalsorteerder
  - rejectpers
- Voorraadkuipen;

De stofbereiding van een kartonfabriek verschilt met die van een papierfabriek omdat de te verwerken grondstof, oudpapier, verontreinigd is met papiervreemde stoorstoffen zoals plastic, lichte metalen deeltjes, glas, steentjes, zand en zware metalen delen.
Om deze te verwijderen is een keur aan reinigingsapparatuur rondom en na de pulper geplaatst. De consistentie van de papierpulp ligt bij een continu proces rond de vijf procent, waardoor tevens minder pompenergie wordt gebruikt. 
Ten gevolge van de wisselende samenstelling van het aangevoerde oudpapier zal de maalgraad van de papierpulp ook variëren. Hierdoor kan de produktiesnelheid van de kartonmachine variëren.
Om problemen bij pulper of kartonmachine op te kunnen vangen zonder het fabricageproces te moeten onderbreken zijn er diverse voorraadkuipen aanwezig die als buffer werken.
Transport van de papierpulp vindt plaats door middel van centrifugaalpompen.

### Pulper

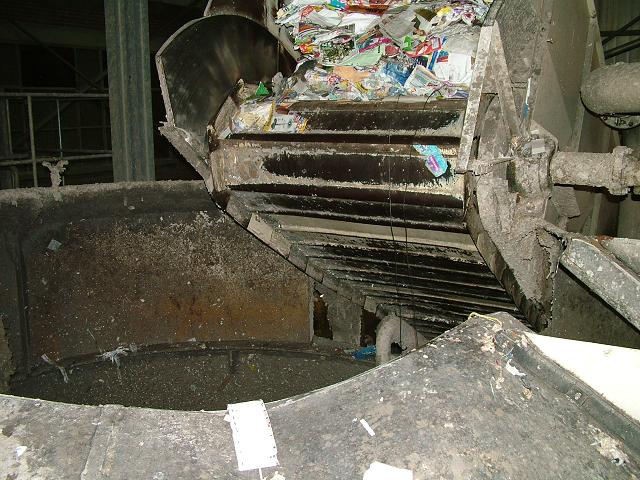
Vullen van pulper met oud papier

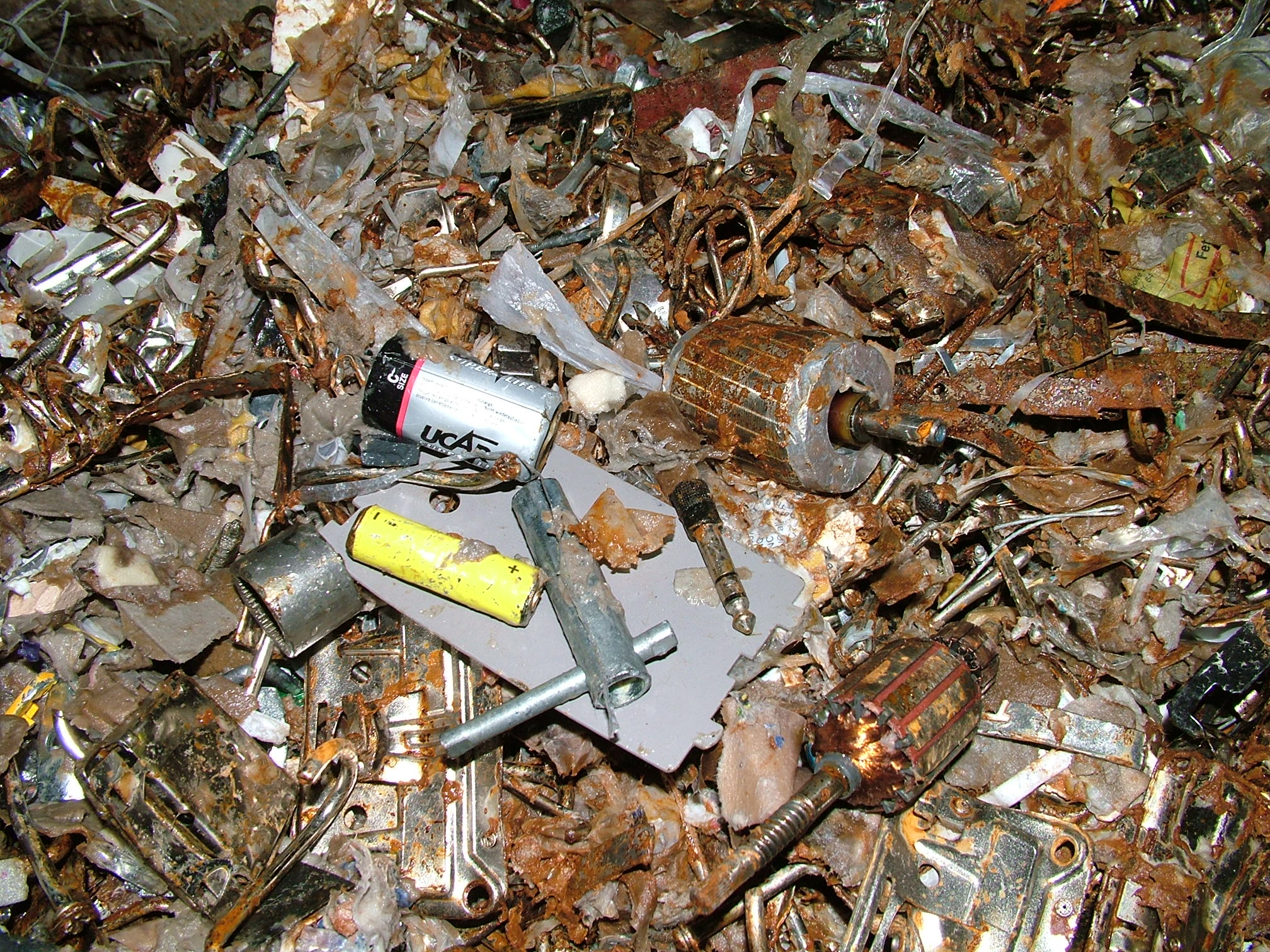
Zwaar reject uit pulper

Een pulper is een verticale tank. Onder in de pulper bevindt zich een zeefplaat met gaten van ca. Ø 20 mm. Daarboven bevindt zich een rotor.
Om de grove metalen delen die in het oudpapier aanwezig zijn direct af te kunnen voeren is er een grofvuilsluis aangebracht. De staaldraden van de oudpapierbalen die ook in de pulper terechtkomen, worden periodiek met een grijper uit de pulper verwijderd.
Grove plastic delen, zoals vuilniszakken, worden samen met papierpulp afgezogen naar een secundairpulper waar het plastic gescheiden wordt van de pulp. 
Onder de zeefplaat is een uitlaatleiding aangebracht naar de pulperpomp. Deze pomp zuigt de papierpulp uit de pulper en pompt deze naar de reinigingsapparatuur.
De pulper wordt van bovenaf gevuld met oudpapier en water. Dit water komt retour van de zeefpartij van de kartonmachine.
De draaiende rotor brengt de massa in beweging en geeft energie af aan de inhoud van de pulper.
Door het toevoegen van water worden de vezelbindende waterstofbruggen verbroken en er ontstaan, ten gevolge van de draaiende rotor, wrijvingskrachten tussen de vezels onderling en zij zullen los van elkaar komen. De rotor draait vlak boven de zeefplaat en door zijn speciale vorm voorkomt deze dat de gaten van de zeefplaat verstopt raken zodat de pulperpomp de pulp kan afzuigen. De consistentie in een continu werkende pulper bedraagt ca. 6 procent. De consistentie wordt geregeld door deze na de pulperpomp te meten en dit gegeven te gebruiken om meer of minder oudpapier aan de pulper toe te voegen.

### Voorraadkuipen

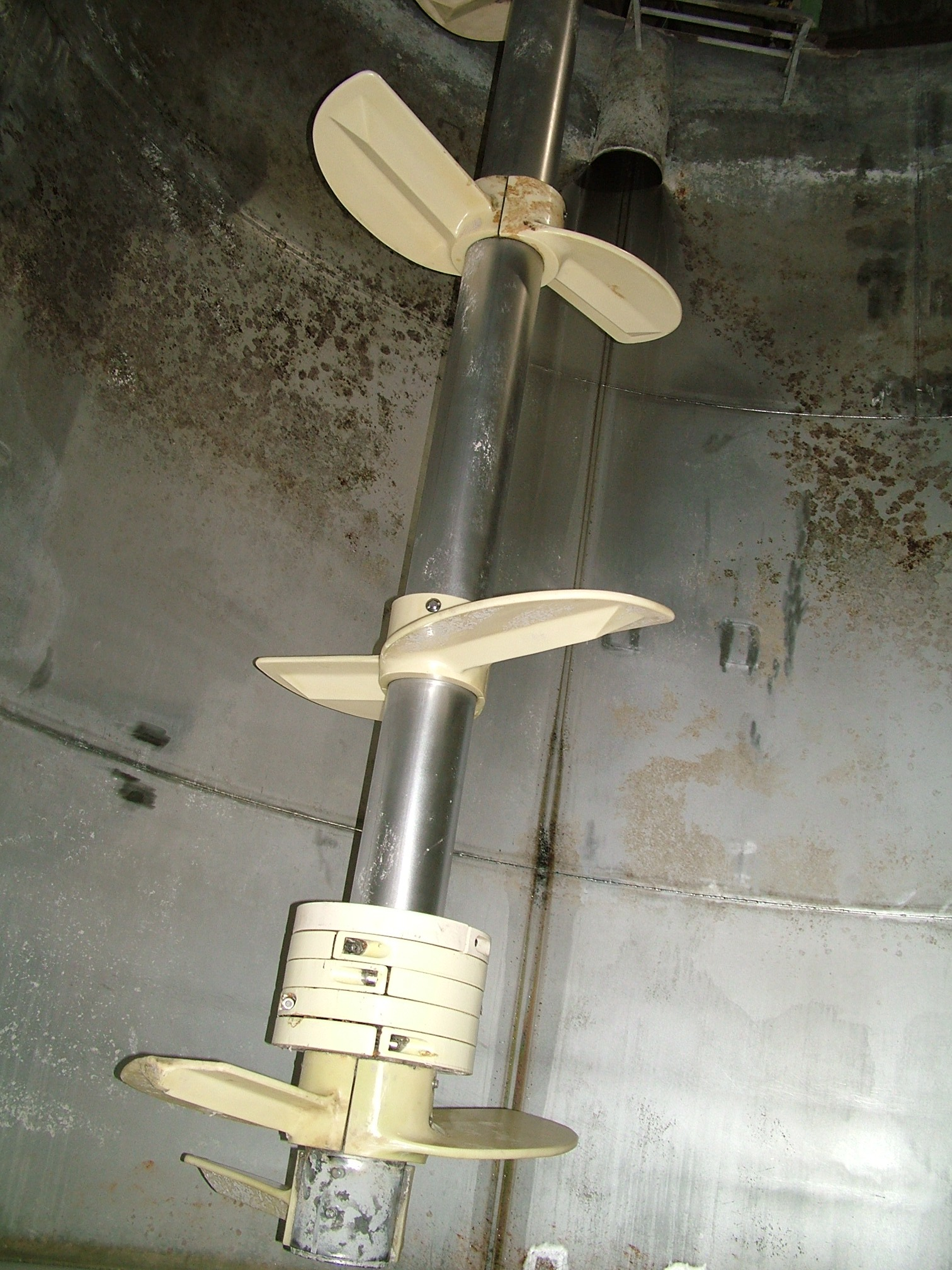
Verticaal roerwerk in voorraadtank

In elke stofbereiding zijn één of meerdere voorraadkuipen aanwezig. Deze kuipen hebben meerdere doelen. Enerzijds om voldoende voorraad te hebben om de kartonmachine door te kunnen laten draaien als er storingen in de stofbereiding optreden en anderzijds om voldoende opslagcapaciteit te hebben als er zich storingen met de kartonmachine voordoen zodat de stofbereiding niet gestopt hoeft te worden. 
Door hun grote inhoud voorkomen zij grote maalgraad- en consistentieverschillen in korte tijd. Zij hebben dus een dempende werking.
Voorraadkuipen kunnen zijn gemaakt van beton en roestvast staal. In alle gevallen is er een roerwerk of propeller aanwezig om de papierpulp in beweging te houden en om te voorkomen dat zwaardere componenten bezinken of lichtere opdrijven. 

## Reinigingsapparatuur

### Secundairpulper of fiberiser

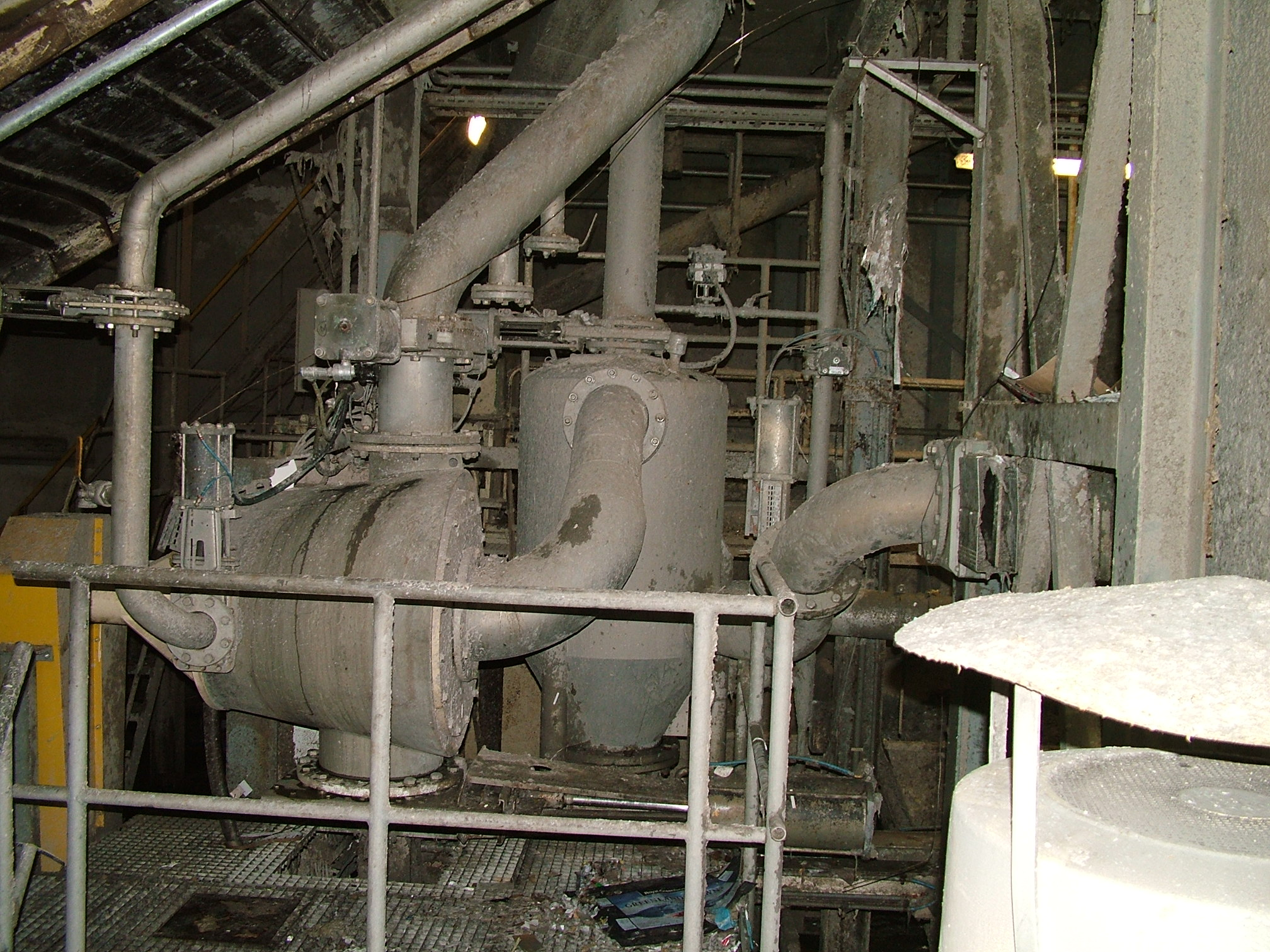
Secundairpulper met bezinktank

De secundairpulper verwijdert grove lichte verontreinigingen uit de pulp, zoals plastic zakken. Hij bestaat uit een conisch huis met daarin een zeefplaat met gaten Ø 8 mm. Daarvoor draait een rotor die de zeef vrijwaart van verstopping en tevens energie afgeeft aan de pulp om deze verder te vervezelen en in een ronddraaiende beweging te houden. Vóór de zeefplaat is een inlaat voor de pulp en een uitlaat voor de plastics aangebracht. Na de zeefplaat is er een uitlaatleiding voor de gereinigde pulp aangebracht. Deze uitlaat is verbonden met de zuigzijde van de pulperpomp.
Bij het aanwezig zijn van een secundairpulper neemt de capaciteit van een pulper toe.
De afgescheiden plastics worden naar een zeeftrommel getransporteerd

### Zeeftrommel

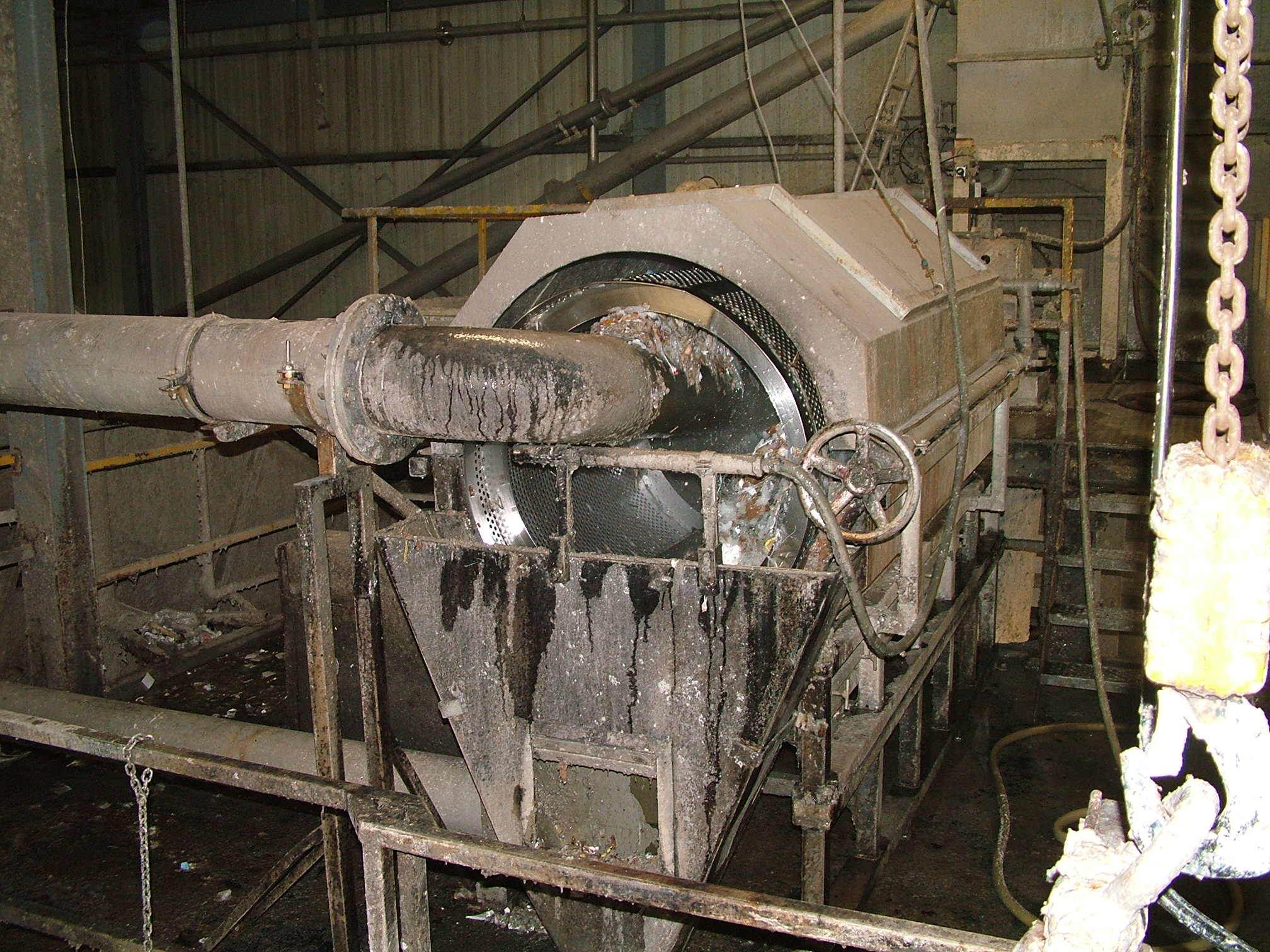
Zeeftrommel

De zeeftrommel is een liggende cilinder met een lengte van ongeveer 2 meter en een diameter van 0,8 meter en is aan één zijde gesloten. Over de gehele omtrek van de cilinder zijn gaten aangebracht met een diameter van 10 mm.
De cilinder draait in een bak met een vezelafvoerleiding terug naar de pulper.
De afgescheiden plastics van de secundairpulper worden met een leiding achter in de cilinder gebracht. In de trommel is een watersprit aanwezig die de vezels uit de plastics wast. De vezels en het water verlaten de trommel via de gaten in de cilinderwand en vloeien naar de pulper. Omdat de zeeftrommel enigszins scheef staat opgesteld bewegen de plastics zich in de draaiende trommel naar het open eind en vallen daar over de rand en worden afgevoerd naar de rejectpers.

### Dikstofreiniger
Na de pulperpomp is de papierpulp nog steeds verontreinigd met kleine stukjes plastic, lichte metaaldelen en zand.
Lichte metaaldelen, glas en steentjes worden verwijderd in een dikstofreiniger. De plastics worden hier niet verwijderd maar in een volgende processtap. In verband met de capaciteit zijn er meestal meerdere dikstofreinigers parallel geschakeld. Een dikstofreiniger bestaat uit een verticaal opgestelde buis met onderaan een conisch gedeelte. Daaronder bevindt zich een reservoir om de zware vuildeeltjes te verzamelen.
De papierpulp wordt bovenaan tangentiaal ingevoerd waardoor de papierpulp een draaiende beweging door de buis krijgt. Door de kleiner wordende diameter in het onderste deel neemt de centrifugaalkracht op de zware deeltjes toe die daardoor tegen de wand worden gedrukt. Door aan de onderzijde water in de dunstofreiniger toe te voeren vallen de zwaardere deeltjes uit de papierpulp in het reservoir dat, afhankelijk van het vuilaanbod, periodiek moet worden geleegd. Het punt waar deze deeltjes uit de pulp vallen is in te stellen met de toe te voeren hoeveelheid water onder in de dikstofreiniger. Dit is dan tevens het omkeerpunt waar de ronddraaiende beweging van de pulp overgaat in een verticaal naar bovengaande stroom in het midden van de ronddraaiende massa. De gereinigde pulp verlaat de dikstofreiniger centraal aan de bovenzijde.
In verband met de abrassieve werking van de zware deeltjes tegen de wand van de dikstofreiniger dient deze aan de binnenzijde bekleed te zijn met zeer slijtvast materiaal. Het onderste deel van een dikstofreiniger wordt ook wel als vervangingsdeel uitgevoerd.
Soms worden drie of vier dikstofreinigers samengebouwd met een watertank en één dunstofreiniger en vormen zo een reinigingssysteem dat men een protectorsysteem noemt. Voordeel van een protectorsysteem is dat de pulp in de  tank met water wordt verdund tot een consistentie van één procent waardoor de zware deeltjes makkelijker worden afgescheiden. Uit deze dunne pulp kan men door middel van een dunstofreiniger ook nog zand afscheiden.

### Fibersorter

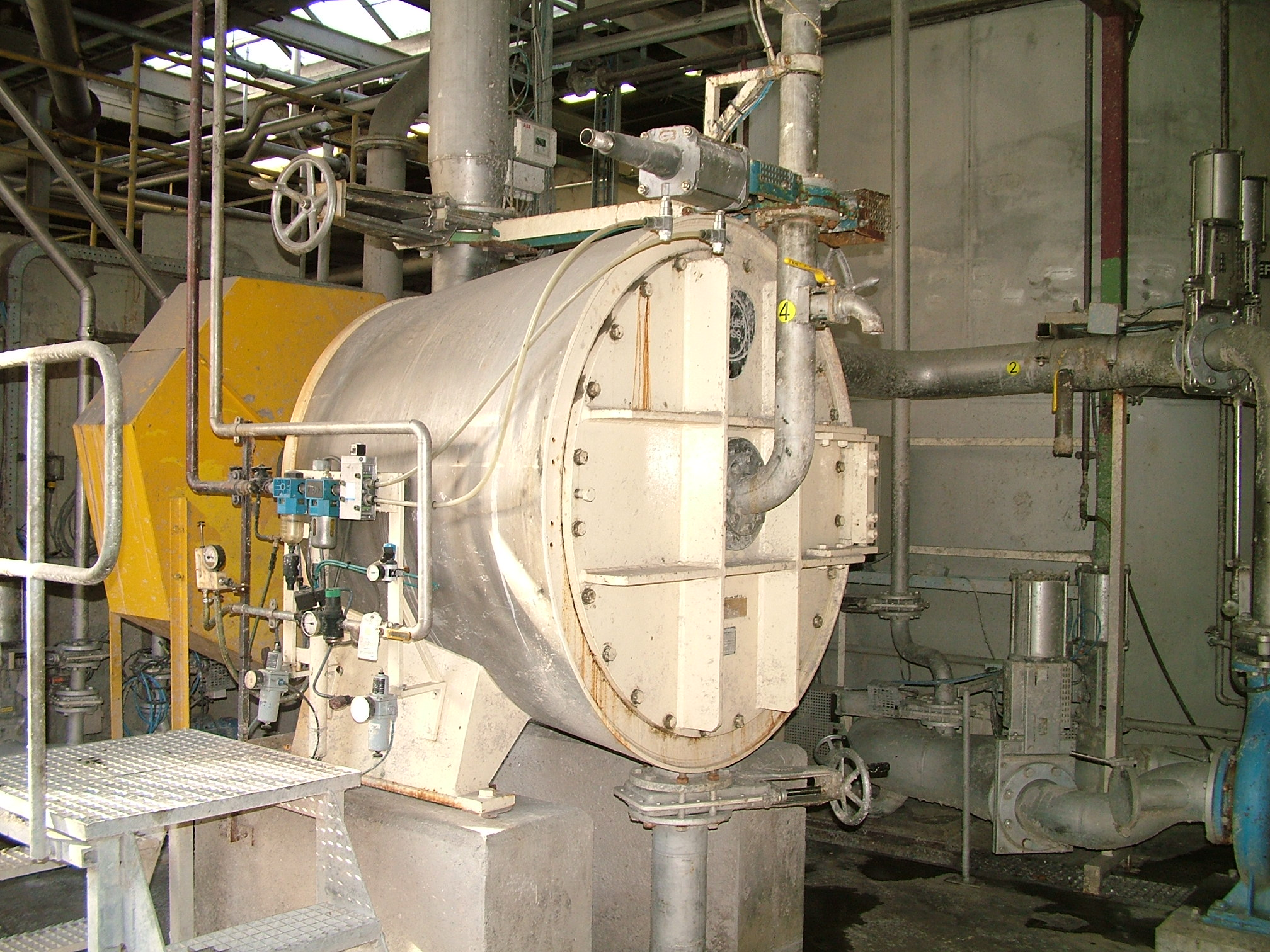
Fibersorter

De fibersorter dient om de laatste lichte verontreinigingen, zoals plastics, te verwijderen. Deze sorteermachine bestaat uit een conisch huis met daarin een fijne zeefplaat, gaatjes ca. Ø 2,8 mm. Ook tegen deze zeefplaat draait een rotor om de zeefplaat te vrijwaren van verstopping en om de papierpulp in een ronddraaiende beweging te houden. De verontreinigde papierpulp wordt met een druk van ca. 3 bar tangentiaal het huis ingevoerd. Ten gevolge van de centrifugaalkrachten die op de ronddraaiende vezelmassa werken zullen de lichte delen, de plastics, zich in het centrum van de massa verzamelen. Deze delen worden via een regelklep afgevoerd naar de rejectverzameltank bij de rejectsorter. Alle vezels en verontreinigingen kleiner dan de gaatjes in de zeefplaat stromen door de zeefplaat en worden opgeslagen in een voorraadkuip als pulp voor de kartonmachine. Vanuit deze voorraadkuip wordt de pulp later naar de machinekuip gepompt.  

### Rejectsorter
In een rejectsorter wordt de plastic bevattende reject van de aanwezige reinigingsapparatuur gewassen met sproeiwater. Dit sproeiwater met de uitgewassen papiervezels vallen door een zeef en worden naar een voorraadkuip geleid om in het proces te worden gebruikt. De plastics, die niet door de zeef kunnen, worden schoon afgevoerd naar de rejectpers. 
De machine is circa twee meter lang en heeft een breedte van circa 0,4 meter. De gehele onderzijde is voorzien van een halfronde zeef. In die halfronde zeef draait een lange rotor met schotten. Op die schotten zijn zeefruimers aangebracht die de zeef vrij houden zodat deze niet verstopt raakt. Boven de rotor is een halfronde ruimte met daarin wat verstelbare schotten waarmee de snelheid van de reject door de machine wordt ingesteld. In dat bovenste deel zijn ook wat watersproeiers aangebracht om de reject te kunnen reinigen. De machine werkt niet onder druk omdat de zeef een open verbinding heeft met de buitenlucht. De reject wordt daarom vanuit een hoger geplaatste rejectverzameltank naar de rejectsorter geleid. De reject wordt aan één zijde van de machine toegelaten en verplaatst zich langzaam naar het andere eind van de machine waar het inmiddels schone plastic over de rand in de rejectpers valt.

### Rejectpers

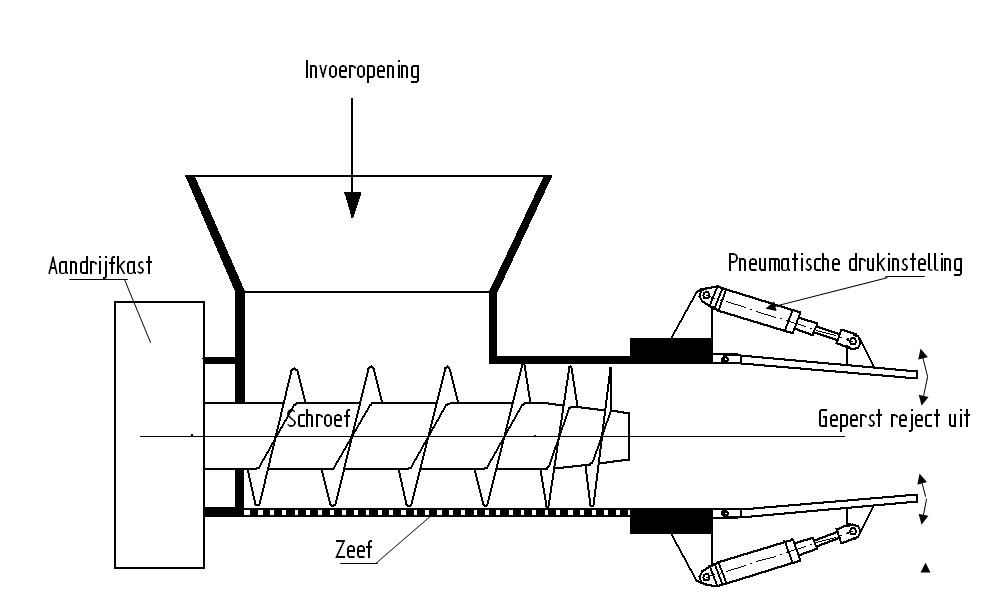
Schema van een rejectpers

Alle schoongewassen plastics, uit de rejectstromen van voornoemde apparatuur, vallen in de toevoeropening van de rejectpers, ook wel ontwateringspers genoemd. Het doel van deze pers is om zo veel mogelijk water uit de plastics te persen, het volume van de plastics te verkleinen en daardoor het gewicht te verminderen. Omdat dit plastic wordt afgevoerd naar een vuilstort of vuilverbranding draagt een rejectpers bij aan verlaging van de productiekosten.
De rejectpers is gewoonlijk een schroefpers. De pers bestaat uit een inlaatopening, een transportschroef, een zeefplaat, een persgedeelte en een uitlaat. De schroef ligt horizontaal onder de inlaatopening en transporteert het er in vallende plastic naar het persgedeelte. Ter plaatse van het persgedeelte is het blad van de schroef aangepast om te persen, dat wil zeggen dat het schroefblad is opgelast met een slijtvaste laag en de spoed kleiner is dan in het transportgedeelte. De uitlaat is voorzien van twee of meer pneumatisch gestuurde kleppen waarmee men de persdruk kan instellen. Het toegevoerde plastic komt door de draaiende transportschroef onder een steeds hoger wordende druk te staan waardoor het water door de zeefplaar ontwijkt en het volume van het plastic afneemt. De uitlaatkleppen openen zich steeds verder als de ingestelde persdruk is bereikt en de samengeperste rol plastic wordt langzaam naar buiten gedreven. Om de enorme perskrachten op te kunnen vangen is de pers voorzien van een draaikranslager.

## Kartonmachine
De kartonmachine kan wel 200 meter lang zijn en bestaat uit de volgende onderdelen:
- Natpartij bestaande uit meerdere zeven, bij een rondzeefmachine tot wel 10 stuks;
- Perspartij;
- Droogpartij;
- Laminator;
- Korthakker;
- Langssnijder;
- Dwarssnijder;
- Palletiseerstation of aflegger;
- Stapelkeerder
- Weeg- en telunit

Omdat er bij karton per m² enorme hoeveelheden water aan de vezel moet worden onttrokken zijn verschillende onderdelen zoals de bekleding van de perspartij anders uitgevoerd dan bij een papiermachine.
De droogpartij is om diezelfde reden ook langer.
Het eindproduct is onhandelbaar en stijf. Daarom wordt het eindproduct inline op maat gesneden en op pallets gestapeld. 